# Ocella
Ocella este un gen de fluturi din familia Hesperiidae. 

## Specii
- Ocella albata
- Ocella diophthalma
- Ocella monophthalma
- Ocella trigonilla